# 上海復地
上海復地（集團）股份有限公司（前港交所上市編號：2337），簡稱上海復地、復地，是中國上海最大的地產發展商之一，公司總部設於上海，是綜合企業復星國際的旗下公司。復地在上海、北京、天津、武漢、南京、無錫、重慶、海口等城市開發了數十項房產項目。
2004年2月，上海復地在香港交易所主板上市。
2009年8月，上海復地以10.45億人民幣收購利昌房地產和正陽置業位於南京市的一幅住宅及商業用地。
2010年1月，上海復地以4.8億港元增持上海証大的股權，成為第二大股東。同年2月，上海復地以25.5億元向高盛收購酒店式公寓及別墅項目上海花園廣場。
2011年1月，復星國際提出以每股3.5港元私有化上海復地。5月13日，上海復地撤銷在香港交易所的上市地位。